# Liste der Fußballstadien in San Marino
Die Liste der Fußballstadien in San Marino (Stadi di calcio di San Marino) enthält alle offiziellen Fußballstadien in der Republik San Marino, die von der Federazione Sammarinese Giuoco Calcio anerkannt sind (Stand: September 2024). Die Stadien sind die Austragungsorte der san-marinesischen Fußballliga.

## Alle aktuellen Stadien
| Stadion                              | Gemeinde         | Kapazität | Eröffnung | Verein(e)                       | Anmerkungen                                                              |
| ------------------------------------ | ---------------- | --------- | --------- | ------------------------------- | ------------------------------------------------------------------------ |
| Campo sportivo di Borgo Maggiore     | Borgo Maggiore   | 200       | 1932      | AC Libertas, SS San Giovanni    | war das erste und lange Zeit einzige Stadion in der Republik San Marino  |
| Campo Sportivo di Chiesanuova        | Chiesanuova      | 1000      | ?         | SS Pennarossa                   | auch Heimspielstätte des Rugby Club San Marino                           |
| Campo Sportivo Ezio Conti            | Serravalle       | 1200      | ?         | AC Juvenes/Dogana               |                                                                          |
| Stadio di Domagnano                  | Domagnano        | 1000      | ?         | FC Domagnano                    |                                                                          |
| Campo di Calcio di Faetano           | Faetano          | 500       | ?         | SC Faetano                      |                                                                          |
| Campo Sportivo di Falciano           | Serravalle       | 500       | ?         | SS Folgore/Falciano             |                                                                          |
| Campo da Calcio Federico Crescentini | Fiorentino       | 700       | ?         |                                 | mit Flutlichtanlage, Eigentümer: Comitato Olimpico Nazionale Sammarinese |
| Stadio Fonte Dell’Ovo                | Stadt San Marino | 600       | ?         | SS Murata                       |                                                                          |
| Campo da Calcio Igor Crescentini     | Montegiardino    | 500       | ?         | SP La Fiorita                   | Eigentümer: Comitato Olimpico Nazionale Sammarinese                      |
| San Marino Stadium                   | Serravalle       | 5115      | ?         | San Marino Calcio, Länderspiele | größtes Stadion in San Marino                                            |
| San Marino Stadium B                 | Serravalle       | 500       | ?         |                                 |                                                                          |
| Campo Sportivo di Acquaviva          | Acquaviva        | 1000      | ?         | AC Virtus                       |                                                                          |